# Lista de distritos e bairros de Andradas
Lista de distritos e bairros do município de Andradas no estado de Minas Gerais.

## Bairros
Zona urbana
- Alto Alegre
- Bairro Boa Esperança
- Bairro Bretas
- Bairro do Horto Florestal
- Centro
- Conjunto Habitacional São Domingos
- Jardim Alto da Serra
- Jardim Alvorada
- Jardim América
- Jardim Andrade
- Jardim Bela Vista
- Jardim Colina da Sóvis
- Jardim da Sóvis
- Jardim do Lago
- Jardim Europa
- Jardim Giareta
- Jardim Ipê
- Jardim Itália
- Jardim Lagoa Dourada
- Jardim Mantiqueira
- Jardim Mantiqueira II
- Jardim Mantiqueira Boulervard
- Jardim Nova Andradas
- Jardim Panorama
- Jardim Portal do Sol
- Jardim Primavera
- Jardim Rio Branco
- Jardim Rio Negro
- Jardim Santa Bárbara
- Jardim Santa Cecília
- Jardim Santo Antônio
- Jardim São Domingos
- Jardim Santa Lúcia
- Jardim Satélite
- Jardim Saturno
- Jardim Vitória
- Loteamento João Teixeira Filho
- Pacaembu
- Projeto Mutirão
- Sete de Setembro
- Subúrbio
- Vapor
- Vila Betela
- Vila Buzato
- Vila Camargo
- Vila Caracol
- Vila Euclides
- Vila Graziani
- Vila Leandro Previato
- Vila Leite
- Vila Maganhoto
- Vila Manoel Alves
- Vila Martinelli
- Vila Mosconi
- Vila Muterle
- Vila Samambaia
- Vila Santa Rita
- Vila Santo Antônio
- Vila Santo Afonso
- Vila São João
- Vila Souza

Zona rural
- Água Espraiada
- Árvore Grande
- Aterrado
- Bairro Angola
- Bairro Bela Cruz
- Bairro Beloto
- Bairro Boa Esperança
- Bairro Bonfim
- Bairro Cafundó
- Bairro Cipó
- Bairro da Barra
- Bairro da Cipriana
- Bairro do Bosque
- Bairro do Capão do Mel
- Bairro do Capitão
- Bairro do Óleo
- Bairro do Tanque
- Bairro dos Campese
- Bairro dos Diogos
- Bairro dos Favas
- Bairro dos Felisberto
- Bairro dos Lobos
- Bairro dos Ronca
- Bairro dos Tonon
- Bairro Fonseca
- Bairro Lagoa Dourada
- Bairro Mourões
- Bairro Paiol Queimado
- Bairro Peres
- Bairro Ponte Funda
- Bairro Santa Bárbara
- Bairro Santa Luzia
- Bairro Stella
- Bairro Varginha
- Bairro Ventania
- Bairro Versília
- Baixão
- Bálsamo
- Barreira
- Bebedouro
- Boa Esperança
- Boa Vista I
- Boa Vista II
- Bocaina
- Bosque
- Brejão
- Bretas
- Buracão
- Cachoeirinha
- Cambuí
- Campo dos Mourão
- Capistrano
- Clube UVA
- Cocais
- Contendas
- Coqueiros
- Córrego Fundo
- Farinha
- Forquilha
- Gabirobal
- Gonçalves
- Gonçalves 2
- Garibaldi
- Grama
- Grotão
- Lagoa Dourada I
- Lagoa Dourada II
- Macuco
- Mamonas
- Marcussi
- Microondas
- Oliveira
- Palestrina
- Pântano
- Pau D'Alho
- Pessegueiros
- Pios
- Pitangueiras
- Pinheirinhos
- Pirapetinga
- Ponte Alta
- Ponte Funda
- Ponte Preta
- Retirinho
- Rochela
- Santa Cruz
- Santa Luzia I
- Santa Luzia II
- São José da Cachoeira
- Sauás
- Serra dos Lima I
- Serra dos Lima II
- Serrinha
- Tamanduá
- Tira Fogo
- Tóffoli
- Tuiúva
- Tulha Preta
- UVA (União dos Veteranos de Andradas) - Clube de Campo
- Vargem do Rigoni
- Varginha
- Ventania

## Distritos
- Andradas também possui dois distritos: Gramínea e Campestrinho.